# Adrianus Henricus Maria Josephus van Rooy

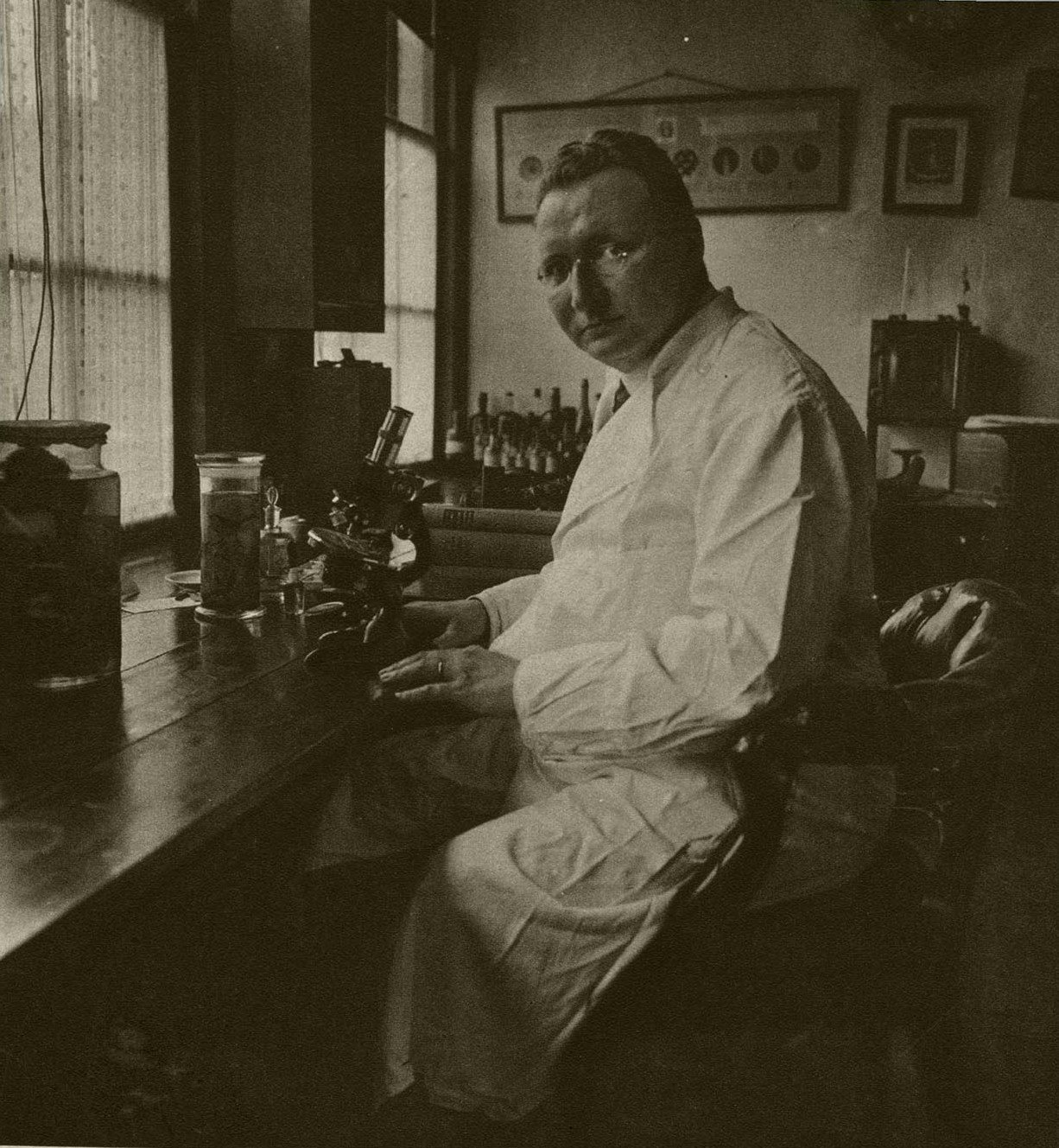
A.H.M.J. van Rooy (1920)

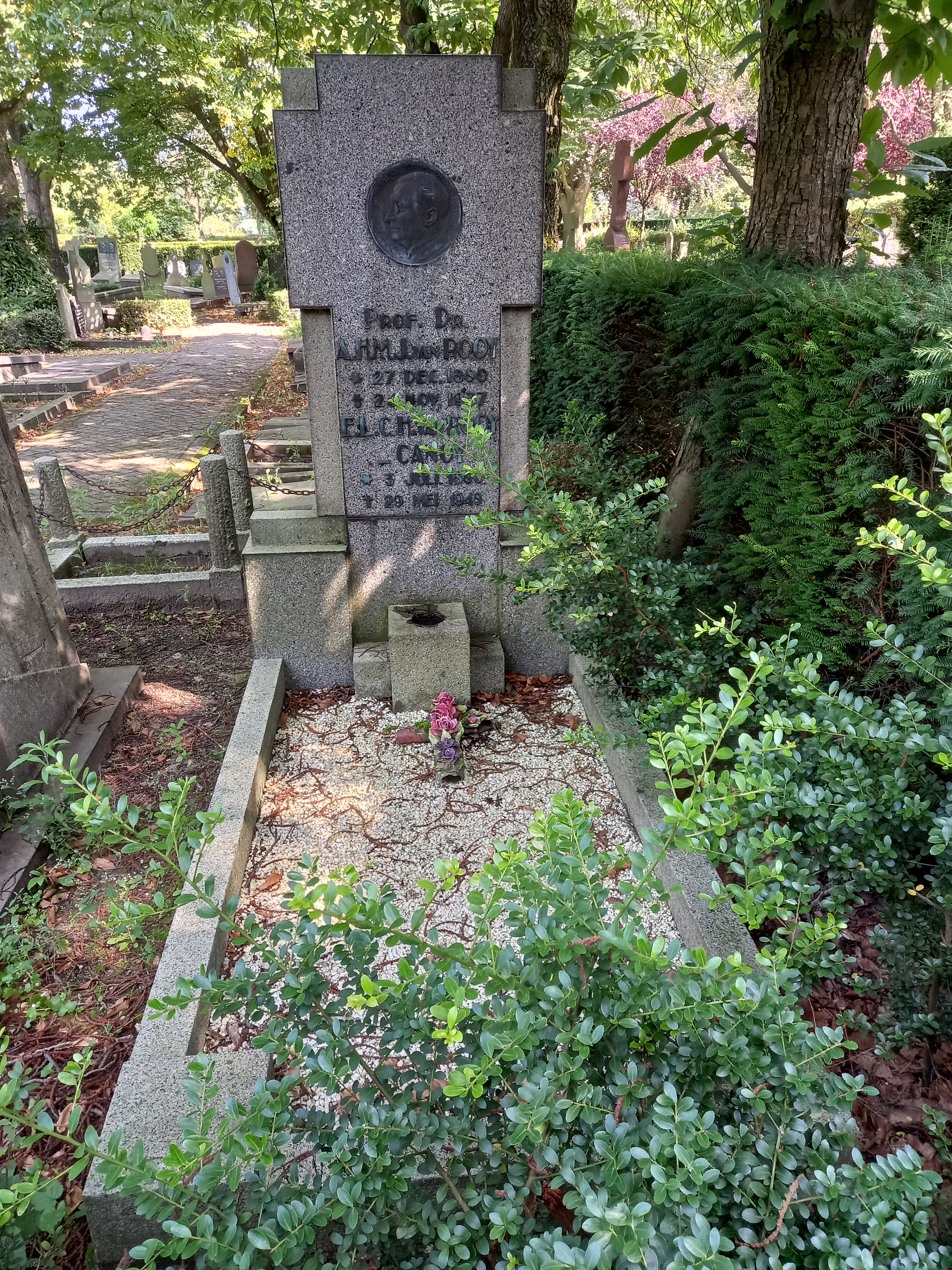
Grab A.H.M.J. van Rooy auf dem Friedhof Buitenveldert in Amsterdam

Adrianus Henricus Maria Josephus van Rooy (* 27. Dezember 1880 in Rotterdam; † 24. November 1937 in Nijmegen) war ein niederländischer Gynäkologe und Hochschullehrer.

## Leben
Adrianus Henricus Maria Josephus van Rooy besuchte das Gymnasium Rolduc, studierte ab 1898 an der Universiteit van Amsterdam Medizin, bestand 1905 das Medizinexamen und war anschließend als Assistent am Krankenhaus in Rotterdam und danach noch drei Jahre als Assistent bei Hector Treub (1856–1920) in Amsterdam. Ab 1909 wirkte er als Frauenarzt in Rotterdam, promovierte zwischenzeitlich am 22. Juli 1911 an der Universität Gent mit seiner Dissertation Sur le vaginisme und besetzte im Jahr 1920 in der Nachfolge von Hector Treub den Lehrstuhl für Geburtshilfe und Frauenkrankheiten an der Universität Amsterdam, auf dem er in der Folge als Direktor der Universitätsfrauenklinik bis zu seinem Lebensende wirkte. Im Zeitraum 1927/1928 war er Rektor magnificus der Universität van Amsterdam.
Er war Ritter des Orden vom Niederländischen Löwen, erhielt das Komturkreuz des Ordens Polonia Restituta und wurde vom Papst mit dem Komturkreuz des Silvesterordens ausgezeichnet.
Adrianus Henricus Maria Josephus van Rooy wurde unter der Präsidentschaft des Schweizer Physiologen Emil Abderhalden im Jahr 1936 als Mitglied der Sektion Geburtshilfe und Gynäkologie in die Deutsche Akademie der Naturforscher Leopoldina aufgenommen.
Er wurde auf dem Friedhof Buitenveldert in Amsterdam bestattet.

## Schriften (Auswahl)
- Sur le vaginisme. Dissertation, Gent 1911